# یواس‌اس فیرلس (ام‌اس‌او-۴۴۲)
یواس‌اس فیرلس (ام‌اس‌او-۴۴۲) (به انگلیسی: USS Fearless (MSO-442)) یک کشتی بود که طول آن ۱۷۲ فوت (۵۲ متر) بود. این کشتی در سال ۱۹۵۳ ساخته شد.